# Хомем, Диого
Диого Хомем (порт. Diogo Homem; 1521 — 1576) — португальский картограф.

## Биография
Сын известного картографа Лопу Хомема. Диогу работал в Лиссабоне, пока в 1544 году не был сослан в Марокко по обвинению в преступлении. Получив помилование в 1547 году, он жил и работал в Англии, а к 1567 году обосновался в Венеции, где прославился как создатель высокохудожественных карт.
Выпустил ряд рукописных географических атласов и навигационных карт европейского и средиземноморского региона. 

## Картографическая деятельность
- «Атлас королевы Марии» создан Диого Хомемом в 1555-58 годах для английской королевы Марии I и Филиппа II. Состоит из 10 карт на 24 страницах пергамента, хранится в Британской библиотеке[5][6]

- В Морском музее Мадрида хранится атлас Диого Хомема, датируемый 1559 годом. Этот атлас, практически идентичный атласу из Национальной библиотеки Парижа, состоит из 7 карт: Кантабрийское побережье; западная Франция и Британские острова; Пиренейский полуостров и Западное Средиземноморье до Сардинии; Центральное и Восточное Средиземноморье; Чёрное море, Адриатическое море, Крит и Ионическое море; а также космографическая таблица. Декор карт изобилует декоративными элементами c геральдическими изображениями знамён и гербов.[7]

- Атлас 1561 года состоит из 7 карт и одной космографической схемы на 24 страницах. Карты содержат многочисленные картографические, географические и геральдические детали, выполненные в ярких цветах.[8] Атлас из Австрийской национальной библиотеки содержит 12 карт.[9]

- «Универсальный атлас» датируется приблизительно 1565 годом и создан, вероятно, в Венеции. Атлас состоит из 19 больших листов с 16 морскими картами, а также календарными и астрономическими схемами. Карты богато украшены изображениями царей, городов, кораблей и флагов. Атлас содержит карты Америки, Европы, Африки, Азии, а также изображения земного шара. Один из экземпляров атласа был приобретён императором Александром III в 1860 году для хранения в Императорской публичной библиотеке.[4][10] Прекрасно выполненный «Универсальный атлас» Диого Хомема 1565 года считается одним из самых ярких примеров португальской картографии XVI века[11].

Работы Диого Хомема отличаются исключительным графическим качеством и красотой. Многие карты его работы хранятся ныне в Италии, Австрии, Великобритании, Франции, США и Португалии.

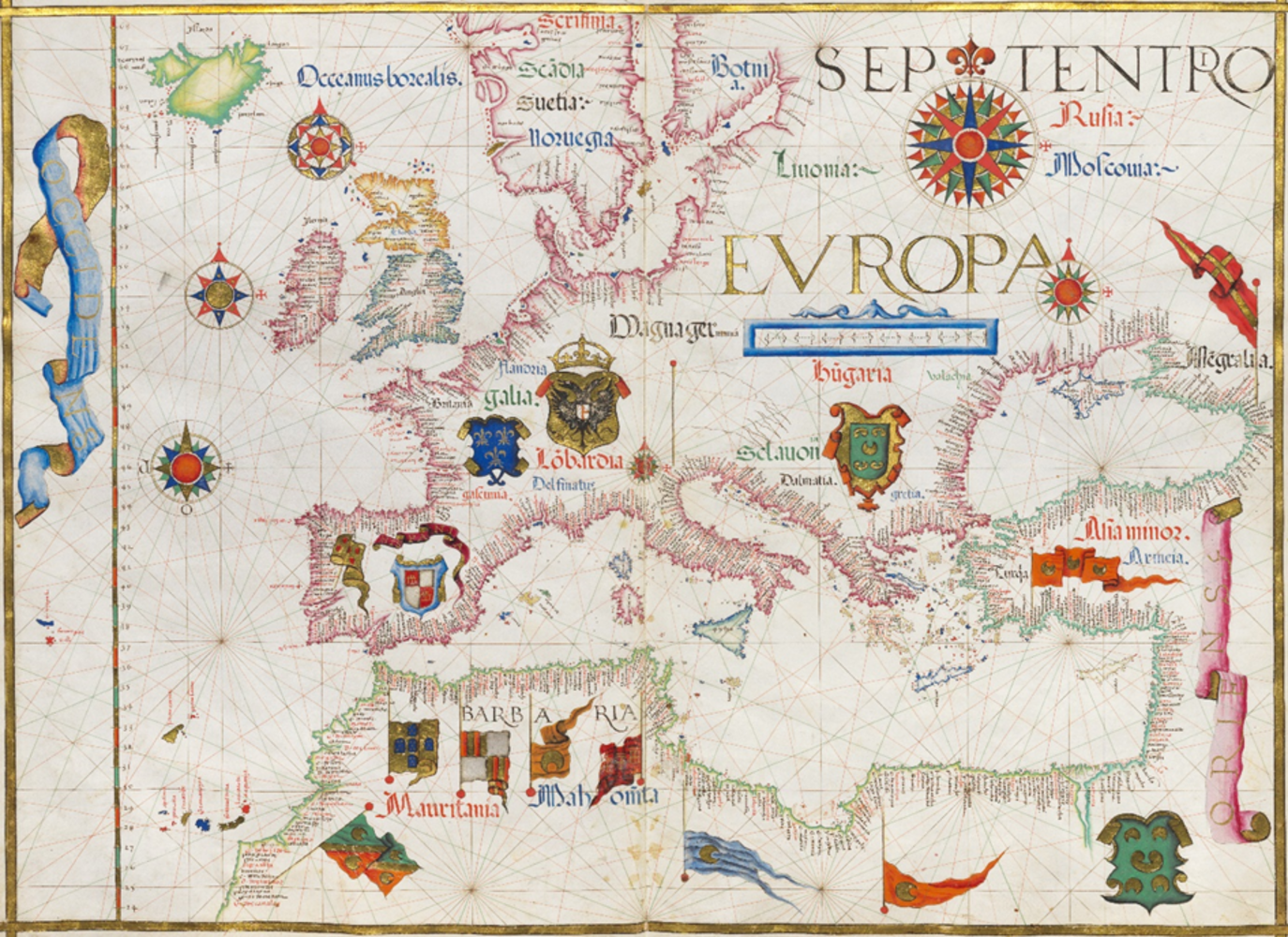
карта Европы, 1561 год. Австрийская национальная библиотека (Вена).
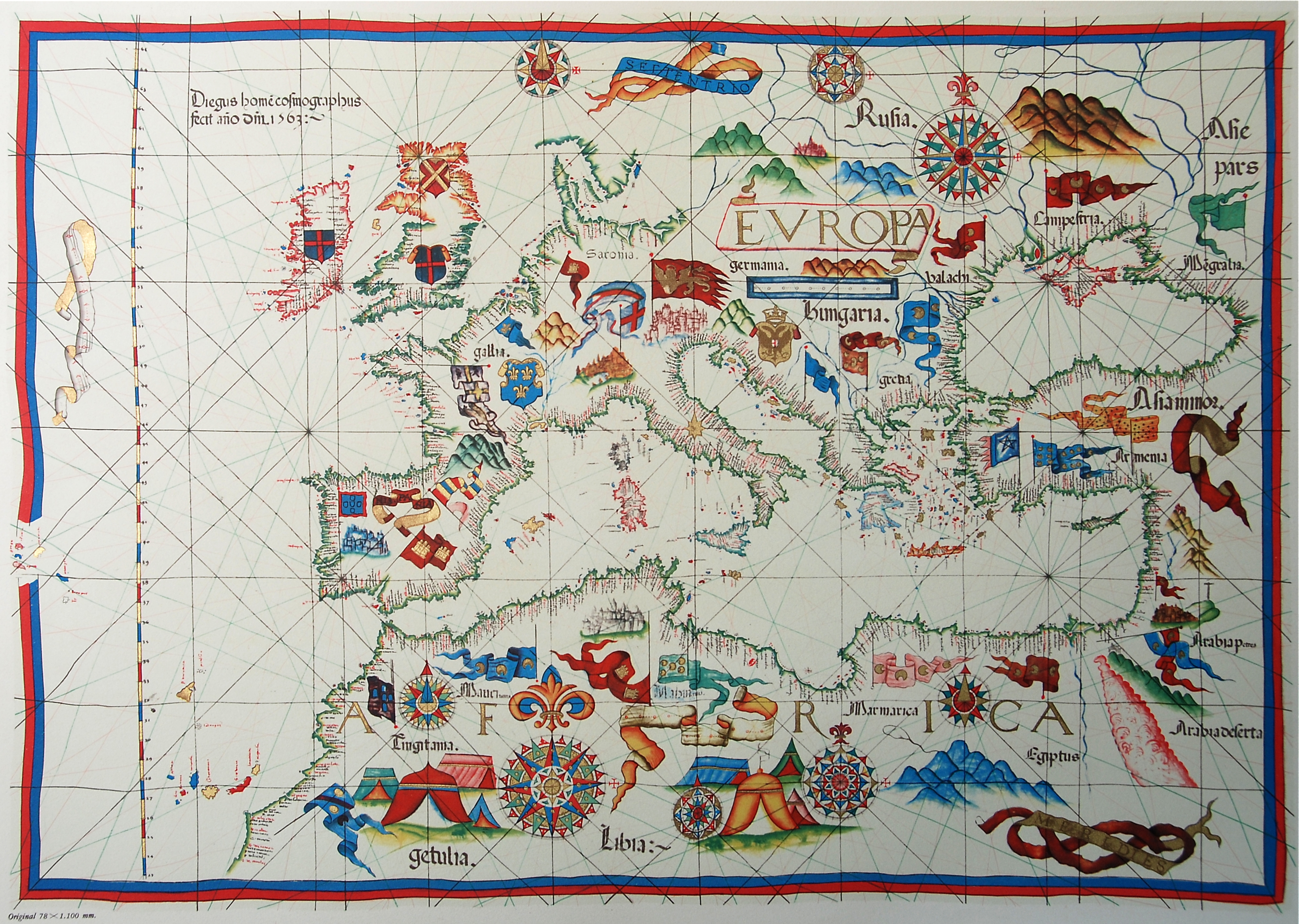
Диого Хомем. Карта средиземноморского региона Европы, 1563. Национальная центральная библиотека Флоренции